# Archidiecezja La Serena
Archidiecezja La Serena – rzymskokatolicka archidiecezja w Chile, z siedzibą w La Serena.
Została powołana bullą papieża Grzegorza XVI Ad apostolice Fastigium 1 lipca 1840 roku. 20 maja 1939 roku została podniesiona do rangi archidiecezji.
Razem z diecezją Copiapó i prałaturą Illapel tworzy metropolię La Serena. Obecnie ordynariuszem archidiecezji jest René Rebolledo.

## Ordynariusze

### Biskupi La Serena
- 1842–1851 – José Agustín de la Sierra Mercado
- 1853–1868 – Justo Donoso Vivanco
- 1868–1887 – José Manuel Orrego Pizarro
- 1890–1909 – Florencio Eduardo Fontecilla Sánchez
- 1909–1917 – Ramón Angel Jara Ruz
- 1918–1925 – Carlos Silva Cotapos
- 1925–1939 – José María Caro Rodríguez

### Arcybiskupi La Serena
- 1939 – José María Caro Rodríguez
- 1940–1942 – Juan Subercaseaux Errázuriz
- 1943–1967 – Alfredo Cifuentes Gómez
- 1967–1983 – Juan Francisco Fresno Larrain
- 1983–1990 – Bernardino Piñera Carvallo
- 1990–1997 – Francisco José Cox Huneeus
- 1997–2013 – Manuel Donoso SS.CC.
- od 2013 – René Rebolledo